# Karlskrona grenadjärregemente
Karlskrona grenadjärregemente – jeden z pułków piechoty szwedzkiej (grenadierów), istniejący w latach 1902–1925. Barwami pułkowymi były: czerwony i żółty.
Jednostka stacjonowała w Karlskronie na południu kraju.